# Helgdagar i Georgien
I Georgien firas följande helgdagar:

## Lista
| Datum             | Svenskt namn                                         | Georgiskt namn                                                                  | Transkribering                                                                         | Anmärkningar |
| ----------------- | ---------------------------------------------------- | ------------------------------------------------------------------------------- | -------------------------------------------------------------------------------------- | --- |
| 1 januari         | Nyårsdagen                                           | ახალი წელი                                                                      | Achali tseli                                                                           | |
| 7 januari         | Ortodox jul                                          | ქრისტეშობა                                                                      | Kristesjoba                                                                            | |
| 19 januari        | Vår herre Jesu Kristi dopdag                         | ნათლისღება                                                                      | Natlisgheba                                                                            | |
| 3 mars            | Mors dag                                             | დედის დღე                                                                       | Dedis dghe                                                                             | |
| 8 mars            | Internationella kvinnodagen                          | ქალთა საერთაშორისო დღე                                                          | Kalta saertasjoriso dghe                                                               | |
| 9 april           | Nationella enighetsdagen                             | ეროვნული ერთიანობის დღე                                                         | Erovnuli ertianobis dghe                                                               | Till minne av tragedin den 9 april 1989 (känd som Tbilisimassakern, Tbilisitragedin) då på Rustaveliavenyn i Tbilisi en antisovjetisk demonstration skingrades av den sovjetiska armén vilket ledde till att 20 personer avled och hundratals skadades |
| Ickefast tidpunkt | Långfredagen, Påskafton, Påskdagen och annandag påsk | სააღდგომო დღეები – წითელი პარასკევი, დიდი შაბათი, ბრწინვალე აღდგომა და ორშაბათი | Saaghdgomo dgheebi - tsiteli paraskevi, didi sjabati, brtsinvale aghdgoma da orsjabati | På annandag påsk håller georgisk-ortodoxa kyrkan liturgi |
| 9 maj             | Segerdagen 1945 (segern över fascismen)              | ფაშიზმზე გამარჯვების დღე                                                        | Pasjizmze gamardzjvebis dghe                                                           | |
| 12 maj            | Sankt Andrea den förstes dag                         | წმინდა მოციქულის ანდრია პირველწოდებულის საქართველოში შემოსვლის დღე              | Tsminda motsikulis andria kirveltsodebulis sakartvelosji sjemosvlis dghe               | Firande av Aposteln Andreas den 'förste', grundare av georgisk-ortodoxa kyrkan |
| 26 maj            | Självständighetsdagen                                | დამოუკიდებლობის დღე                                                             | Damoukideblobis dghe                                                                   | Den 26 maj 1918 erkände sig landet sig självständigt som demokratiska republiken Georgien. |
| 28 augusti        | Jungfru Marias dag                                   | მარიამობა                                                                       | Mariamoba                                                                              | |
| 14 oktober        | Svetitschovelikatedralens dag (i Mtscheta)           | სვეტიცხოვლობა                                                                   | Mtschetoba (Svetitskovloba)                                                            | Firande av den första kristna kyrkan i Georgien. Enligt krönikor är heliga chyton (tröjan) tillhörande frälsaren begraven under denna kyrka. |
| 13 november       | Sankt Görans dag                                     | გიორგობა                                                                        | Giorgoba                                                                               | Sankt Göran (georgiska: წმინდა გიორგი, tsminda Giorgi) är ett skyddshelgon i Georgien |